# Vlag van La Rioja (Spanje)

Vlag van La Rioja (zonder wapen)

Dienstvlag van La Rioja

De vlag van La Rioja is een van de symbolen van de Spaanse autonome regio La Rioja. De vlag werd op 9 juni 1982 officieel aangenomen.
De vlag werd in 1979 eerst aangenomen door het toenmalige provinciale bestuur en wordt vermeld in het regionale Statuut van Autonomie van 1982. De vlag wordt gevormd door vier even hoge horizontale banen, in de kleuren rood, wit, groen en geel. Er bestaan twee versies van de vlag: één zonder het wapen en één met het wapen in het midden; die laatstgenoemde versie wordt als dienstvlag door de overheid gebruikt.
Vanwege de vier kleuren wordt de vlag vaak la cuatricolor genoemd; "de Vierkleur". Ook het acroniem roblanvera wordt veel gebruikt; dit is een samenstelling van de woorden rojo (rood), blanco (wit), verde (groen) en amarillo (geel).

## Symboliek
Over de betekenis van de kleuren is men bij de overheid van de regio enigszins tegenstrijdig. In de wet waarmee de vlag werd aangenomen, staat dat het rood voor de wijngaarden staat, het wit voor het licht, groen voor de landbouwgrond en geel voor de vruchtbaarheid.
Tegenwoordig luidt de officiële verklaring dat de kleuren van de vier banen verwijzen naar wijn (rood), de rivieren en de hemel (wit), de velden, de bossen en de bergen (groen) en de aarde en het verbouwen van tarwe (geel).
De vier kleuren komen ook terug in het wapen.

## Ontwerp

Wapen van La Rioja

Elk van de vier banen is even groot, dus de hoogte van elk van de vier banen is gelijk aan een kwart van de hoogte van de vlag. De verhouding tussen de hoogte en de breedte van de vlag is 2:3.
De kleuren zijn in het Statuut van 1982 gedefinieerd als rood, wit, groen en geel; zonder dit nader te specificeren. In 1985 werd de regelgeving over de vlag aangevuld met een Programa de Identidad Corporativa, waarin de kleurenspecificaties en het correcte gebruikt van de vlag werden uiteengezet. Volgens dit programma waren de kleuren:
- rood: warmrood in de Pantonecodering;
- groen: Pantone 354;
- geel: Pantone 109.

De witte kleur heeft geen equivalent in de Pantonecodering.
In 2003 werden aanvullende specificaties voor de kleuren opgesteld, om de weergave van de vlag op beeldschermen te verbeteren. De oude specificaties bleven daarnaast ook in gebruik. De nieuwe specificaties zijn:
- rood: Pantone 485;
- groen: Pantone 368;
- geel: Pantone 123.

## Geschiedenis

Oude vlag van de voormalige provincie Logroño, die nooit officieel is aangenomen.

Nadat het provinciale bestuur in juni 1977 besloot om de weg naar meer autonomie op te gaan, gingen mensen vlaggen ontwerpen voor de provincie — die de status van regio zou krijgen. Dit werd versterkt door oproepen van lokale kranten, waaronder La Gaceta del Norte, die een ontwerpwedstrijd uitschreef. Van de 260 ontwerpen, werden er elf geselecteerd door de vexilloloog Vicente de Cadenas y Vicent. Op 5 augustus werden er door het parlement vijf ontwerpen uitgekozen, die via een referendum aan de kiezers werden voorgelegd, maar door politieke ontwikkelingen leverde dit niets op en werd de kwestie van de vlag voor even vergeten.
In hetzelfde jaar organiseerden studenten uit La Rioja in Madrid allerlei activiteiten, waarbij zij vlaggen en emblemen gebruikten in de kleuren rood, wit, groen, geel en blauw; de kleuren uit het wapen van La Rioja. In 1978 kregen deze dezelfde kleuren in dezelfde volgorde als de huidige vlag. Het gebruik van die vlag sloeg over naar La Rioja en bij festiviteiten in de provincie was de la cuatricolor vaak present. Sindsdien wordt de vlag als een symbool van La Rioja gezien.
Dat betekent nog niet dat het gebruik van de vlag officieel was; de wetgeving kwam in de tweede helft van 1979 tot stand. In augustus stemden 115 gemeenteraden voor en acht tegen (bij 51 onthoudingen). Op 14 augustus stemde het provinciale bestuur in met de aanname van de vlag. Op 15 september werd de vlag voor het eerst officieel gehesen; dit gebeurde vanaf het balkon van het provinciale parlement.

## Vlaginstructie

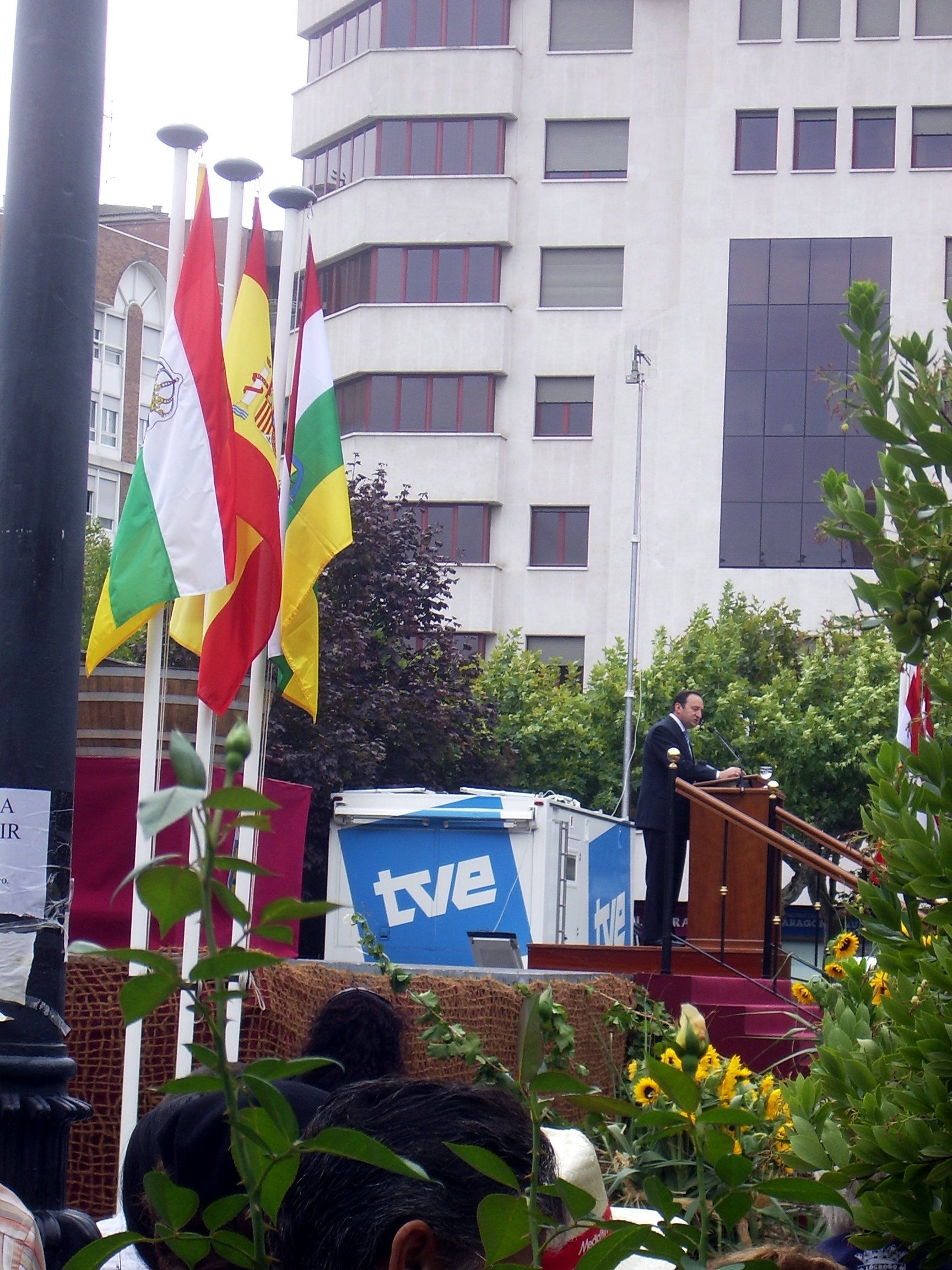
Vlaggen van La Rioja en Spanje bij een toespraak van Pedro Sanz, president van La Rioja

De vlaginstructie van de vlag van La Rioja is sinds 1985 van kracht. Deze stelt dat de vlag bij alle officiële gelegenheden in La Rioja gehesen moet worden, samen met de vlag van Spanje. De Spaanse vlag komt daarbij de ereplaats toe, in lijn met de Spaanse wet. De vlag van La Rioja hangt links van die van Spanje (van voren gezien).
Wanneer de vlag samen met andere vlaggen hangt, mogen de afmetingen van de vlag van La Rioja niet groter zijn dan die van Spanje en niet kleiner dan van de andere aanwezige vlaggen.